# Communauté de communes de la Tournette
Die Communauté de communes de la Tournette ist ein ehemaliger französischer Gemeindeverband mit Rechtsform einer Communauté de communes im Département Haute-Savoie, dessen Verwaltungssitz sich in dem Ort Talloires befand. Die vier Mitgliedsgemeinden umfassten einen Abschnitt am Ostufer des Lac d’Annecy und ein Gebiet, das mehrere Kilometer in das Kalkmassiv der Bornes-Alpen hineinragt und insbesondere den 2351 m hohen Gipfel der Tournette einschließt. Der Ende 2000 gegründete Gemeindeverband bestand aus vier Gemeinden.

## Aufgaben
Zu den vorgeschriebenen Kompetenzen gehören die Entwicklung und Förderung wirtschaftlicher Aktivitäten und des Tourismus sowie die Raumplanung auf Basis eines Schéma de Cohérence Territoriale. Der Gemeindeverband bestimmte die Wohnungsbaupolitik. In Umweltbelangen war er für die Abwasserentsorgung, die Müllabfuhr und ‑entsorgung sowie den Immissionsschutz zuständig. Darüber hinaus betrieb er die Straßenmeisterei und den öffentlichen Nahverkehr. Zusätzlich baute und unterhielt der Verband Kultureinrichtungen.

## Historische Entwicklung
Der Gemeindeverband fusionierte mit Wirkung vom 1. Januar 2017 mit
- Communauté d’agglomération d’Annecy
- Communauté de communes du Pays d’Alby,
- Communauté de communes du Pays de Fillière
- Communauté de communes de la Rive Gauche du Lac d’Annecy

und bildete so die Nachfolgeorganisation Communauté d’agglomération du Grand Annecy.

## Ehemalige Mitgliedsgemeinden
Folgende vier Gemeinden gehörten der Communauté de communes de la Tournette an:
| Gemeinde              | Einwohner 1. Januar 2022 | Fläche km² | Dichte Einw./km² | Code INSEE | Postleitzahl |
| --------------------- | ------------------------ | ---------- | ---------------- | ---------- | ------------ |
| Bluffy                | 398                      | 3,74       | 106              | 74036      | 74290        |
| Menthon-Saint-Bernard | 1.889                    | 4,51       | 419              | 74176      | 74290        |
| Talloires-Montmin     | 1.913                    | 20,69      | 92               | 74275      | 74290        |
| Veyrier-du-Lac        | 2.308                    | 8,21       | 281              | 74299      | 74290        |